# Loren Lott
Loren Lott (9 de septiembre de 1992) es una actriz y cantante estadounidense. Lott apareció en un papel regular como Ana Hamilton en The Young and the Restless (2018-2019) y como Lucy Conrad en The Porter (2022). 

## Carrera
También fue concursante de las semifinales del Top 24 en la decimocuarta temporada de American Idol. Llegó al Top 16 por votos, pero no llegó al Top 12 y no pudo obtener un puesto comodín. Así, quedó eliminada en ese nivel de la competición.
Lott estuvo en compañía de dos musicales notables de Broadway, después de su paso por Idol. Primero, interpretó los papeles cuádruples de Esther Gordy Edwards; Lula Mae Hardaway; Gladys Horton; más, uno de los Vandellas, en Motown: The Musical (2016). También fue suplente para el papel de Diana Ross. 
A continuación, se desempeñó como "narradora" entre el elenco ; y suplente y posterior reemplazo del papel principal de Ti Moune, en Once on This Island (2017), ganadora del premio Tony a la mejor reposición de una obra . 

## Filmografía

### Cine
| Year | Title                               | Role                  | Notes          |
| ---- | ----------------------------------- | --------------------- | -------------- |
| 2008 | Edges of Darkness                   | Soldier no muerta     |                |
| 2009 | Devil's Creek                       | Miembro de la iglesia | Cortometraje   |
| 2014 | Far from the Altar                  | Felicia               |                |
| 2014 | Quick Trip                          | Neicy                 |                |
| 2016 | Deficiency Notice                   | Sierra                |                |
| 2016 | Elephant in the Room                | Zoey                  | Cortometraje   |
| 2017 | Men of God                          | Andrea                | Cortometraje   |
| 2018 | The Products of the American Ghetto | Rose                  |                |
| 2018 | Tag                                 | Novia de Sable        |                |
| 2020 | Turnt                               | Cantante              |                |
| 2020 | Stay                                | Bella                 | Cortometraje   |
| 2021 | Favorite Son                        | Amber                 |                |
| 2021 | Star Trek Renegades Ominara         | Ominara joven         |                |
| 2022 | A Wesley Christmas                  | Cydney Wesley         | Película de TV |
| 2022 | The Night Before Christmas          | Simone Adam           |                |
| 2023 | Praise This                         | Kelly                 |                |
| 2023 | Binged to Death                     | Lexy                  |                |
| 2023 | A Wesley Christmas Wedding          | Cydney Wesley         | Película de TV |
| 2023 | Favorite Son Christmas              | Amber                 | Película de TV |

### Televisión
| Year    | Title                              | Role                   | Notes                                                        |
| ------- | ---------------------------------- | ---------------------- | ------------------------------------------------------------ |
| 2014    | The Game                           | Chica en la Multitud   | Episodio: "He's a No-Good, Lyin', Cheatin', Honky-Tonk Man!" |
| 2014    | Fatal Attractions                  | Chantelle Hopkins      | Episodio: "Sins and Secrets"                                 |
| 2014–16 | College Boyfriends: The Web Series | Teyanna Griffin        | Reparto recurrente: Temporadas 2-3                           |
| 2015    | American Idol                      | Ella misma/Concursante | Concursante: Temporada 14                                    |
| 2016    | Powers                             | Torch Singer           | Episodio: "Funeral of the Century"                           |
| 2017    | Greenleaf                          | Solista                | Episodio: "Strange Bedfellows"                               |
| 2017    | The Quad                           | Michelle               | Episodio: "The Caged Bird Sings"                             |
| 2017    | Tales                              | Kristi                 | Episodio: "A Story to Tell"                                  |
| 2017    | Twisted Mines                      | Tara                   | Episodio: "Episode #2.1"                                     |
| 2018–19 | The Young and the Restless         | Ana Hamilton           | Reparto habitual                                             |
| 2020    | Cherish the Day                    | Rika                   | Reparto habitual: Temporada 1                                |
| 2022    | The Porter                         | Lucy Conrad            | Reparto principal                                            |
| 2023    | A House Divided                    | Adia                   | Reparto recurrente: Temporada 5                              |
| 2024    | Churchy                            | Latrice Jackson        | Reparto recurrente                                           |